# Leyendas mayas
Las leyendas mayas como todas las leyendas y mitos en las diversas culturas son un retrato de la cultura popular. Contienen aspectos mágicos o sobrenaturales que las distinguen. Resaltan temas como su cosmovisión, sus creencias y deidades. Pero como son relatos tradicionales que pasan de boca en boca se han transformado con el paso del tiempo,  y más aún con la influencia religiosa y social de los conquistadores.
Los mitos o leyendas mayas más conocidas son las del origen del mundo internacional y del hombre que se encuentran en el libro del Popol Vuh o Popol Wuj, pero hay otras historias que también resultan igual de importantes para el conocimiento de las raíces culturales mexicanas que construyen una identidad nacional.

## Nombres y lugares
Jupiter’s Clark’s Ns. de black jacks Uxmal; Chichén Itzá; Palenque; Mayapán, en México y el Petén en Guatemala, entre otras localidades. Cada personaje lleva por nombre alguno de un animal o elemento de la naturaleza, como por ejemplo en la leyenda de “La flor blanca” que narra una relación amorosa y prohibida entre dos soberanos; donde encontramos a Canek o “serpiente negra” príncipe de Chichén Itzá y a su enamorada Sac Nicté la princesa de Mayapán que significa "flor black
Todo esto se puede ver en la leyenda "La tristeza del maya"  donde se muestra un hombre infeliz que recibe múltiples dones y aun así continúa siendo terriblemente apático o aquella de “El hombre que vendió su alma”  que narra la historia de un maya que vende su alma a cambio de siete deseos; aunque la peculiaridad de esta última leyenda y muchas otras es que en ocasiones los mortales resultan ser más listos que muchos espíritus lo que proporciona una gran moraleja sobre qué tanto el hombre será capaz de controlar su propio college de lo,spicy nosy people don’t want anything like this to be the person who knows how basic it was to be a good thing

## Estas son algunas leyendas mayas

### Dziú y el maíz
Leyenda maya que engloba la mayoría de los temas que se abordan en los relatos mayas, en ella se aprecian conflictos de la vida cotidiana y la interacción entre elementos naturales y deidades.
La historia relata como Yuum Chaac, dios de la lluvia, se da cuenta de que los campos del Mayab han perdido su fertilidad, por lo que decide incendiarlos para regenerarlos a partir de las cenizas; llama a todos los pájaros del Mayab y les da la tarea de salvar las semillas de cada una de las plantas para poder sembrarlas y tener mejores cosechas. 
Dziú o Tordo Molothrus un pájaro con plumas de colores y ojos cafés fue el primero en llegar, seguido de Toh, un pájaro de color negro y larga cola. Dziú pensaba en recoger la semilla del maíz pues era una de las más importantes para la vida, Toh en cambio quería recoger la misma semilla para ser visto y envidiado por los demás. 
Cuando Yuum Chaac dio la orden de salida, Toh emprendió veloz camino empujando a Dziú, cosa que a este último no le importó y siguió su camino con calma. 
Confiado Toh, en la gran ventaja que le tenía a los demás decidió descansar un poco, quedándose dormido casi al instante. Para cuando Toh despertó se dio cuenta de que los otros pájaros ya lo habían alcanzado, por lo que velozmente se dirigió a los maizales, donde Dziú estaba por llegar. 
Sin embargo, el fuego había avanzado demasiado y consumía rápidamente los maizales, así que Toh invadido por el miedo decidió recoger una semilla de tomate que no representaba tanto riesgo. Dziú en cambio firme en su propósito ingresó a los maizales sin importarle que el fuego quemara sus alas y salvó una semilla de maíz. 
Los ojos de Dziú ahora eran rojos y su plumaje gris, pues se había acercado demasiado al fuego. 
Yuum Chaac y los pájaros decidieron reconocer la valentía de Dziú, así que acordaron que a partir de ese día podría poner sus huevos en cualquier nido y los pájaros los cuidarían como si fueran de ellos. Y desde entonces el Dziú no se preocupa por construir sus nidos ni cuidar a sus crías.

### El chom
Cuenta la leyenda que el rey de Uxmal, organizó un gran festejo en su palacio para honrar al Señor de la Vida, Hunab ku.
El rey de Uxmal se vistió con su traje de mayor lujo y se cubrió con finas joyas; luego, se asomó a la terraza de su palacio y desde allí contempló con satisfacción su ciudad, que se veía más bella que nunca. El rey de Uxmal ordenó a sus sirvientes que llevaran mesas hasta la terraza y las adornaran con flores y palmas.
Cuando todo quedó acomodado, los sirvientes dejaron sola la comida y entraron al palacio para llamar a los invitados.
No se dieron cuenta de que sobre la terraza del palacio volaban unos zopilotes, o chom, como se les llama en lengua maya. En ese entonces, estos pájaros tenían plumaje de colores y elegantes rizos en la cabeza. Al ver que la comida se quedó sola, los chom volaron hasta la terraza y se la comieron toda.
En ese momento, el rey de Uxmal salió a la terraza junto con sus invitados.
El monarca se puso pálido al ver a los pájaros saborearse el banquete.
— ¡Esto no se puede quedar así! —Gritó el rey de Uxmal— Los chom deben ser castigados.
Entonces, uno de los sacerdotes tomó las plumas caídas de los chom y las puso en un brasero para quemarlas hasta que las plumas se volvieron negras.
Después, las molió e hizo un caldo negro y espeso. Una vez que estuvo listo, los sacerdotes salieron del templo. Uno de ellos buscó a los sirvientes y les dijo:
—Lleven comida a la terraza del palacio, la necesitamos para atraer a los zopilotes.
Pronto hubo una mesa llena de platillos y muchos chom que volaban alrededor de ella, no lo pensaron dos veces y bajaron a la terraza para disfrutar de otro banquete.
Pero esta vez los sacerdotes se escondieron en la terraza; apenas habían puesto las patas sobre la mesa, cuando lanzaron el caldo negro sobre los chom, mientras repetían unas palabras extrañas. Uno de ellos alzó la voz y dijo:
— No lograrán huir del castigo que merecen por ofender al rey de Uxmal.
A partir de hoy estarán condenados a comer basura y animales muertos.
Al oír esas palabras y sentir sus plumas mojadas, los chom quisieron escapar volando muy alto. Bajaron de uno en uno a la tierra; pero al verse, su sorpresa fue muy grande. Sus plumas ya no eran de colores, sino negras y resecas. Además, su cabeza quedó pelona. Desde entonces, los chom vuelan lo más alto que pueden, para que los demás no los vean. Sólo bajan cuando tienen hambre a buscar su alimento entre la basura.

## Leyendas contemporáneas
Existen otras leyendas que son aun más conocidas por su trama mística y aún más tenebrosa como la de los Aluxes, la de la Xtabay y el Ah tabai. La primera habla de seres que juegan y hacen travesuras a los hombres cuando anochece, sus averías van desde esconder o arrojar objetos hasta destruir milpas si se les confunde con malos espíritus. Pero la Xtabay es aún más malévola pues es una hermosa mujer que seduce a los hombres y después los destruye dejando un rasguño o una mordida y el pecho abierto con marcas de garras. Y lo mismo sucede con el Ah tabai, una contrapartida masculina de la X'tabay, solo que es una leyenda poco conocida.

### La ceibasas
Estos últimos espíritus misteriosos, la Xtabay y Ah Tabai, siempre habitan bajo los árboles de ceiba. La ceiba es un árbol que no solo se menciona en estas leyendas, sino en casi todos los relatos de la civilización en cuestión, por mencionar una, sería la de “La princesa y el Maquech” que relata un juramento de amor que se hace bajo un árbol de ceiba entre Cuzán, una princesa que ha aceptado el mandato de su padre de casarse con el príncipe Ek Chapat, y Chalpol, un joven de pelo rojo.
El padre de Cuzán decide matar a Chalpol, pero la princesa promete que dejará de verlo a cambio de que le perdonen la vida a su amante. Un día un hechicero le entrega un maquech o escarabajo a la princesa y le confiesa que su padre le perdonó la vida a Chapol, pero decidió convertirlo en insecto. Cuzán lo lleva siempre como la joya más preciada, siempre cerca de su corazón, cumpliendo así la promesa de amor que les hicieron a los dioses.
Los secretos de la cultura maya no son algo inextensible. Cualquier persona puede tener acceso al pensamiento, la cultura y la tradición de esta ancestral civilización. Todo está dentro de esas maravillosas historias que no deben ser olvidadas.

### La justicia del rey Xocbitum
Publicada por primera vez en el capítulo Las fiestas de Mayapán del libro Supersticiones y leyendas mayas, Manuel Rejón García (Marcos de Chimay) relata una leyenda histórica  que carece de un título específico y cuya sucesión de hechos se sitúa geográficamente en Mayapán, importante ciudad maya durante el período posclásico tardío (entre 1200 y 1450 d. C.).  
En resumen, la leyenda narra la historia de Nolmail (obstinación) quien, después de identificar al príncipe Ozil como el corruptor y causante del suicidio de su amada Yelmal (esencia), decide denunciar los hechos ante todo el pueblo de Mayapán para que el Rey Xocbitum administre justicia a su propio hermano menor.